# Aula-Vintri
Koordinaten: 58° 23′ N, 22° 24′ O
Aula-Vintri ist ein Dorf (estnisch küla) auf der größten estnischen Insel Saaremaa. Es gehört zur Landgemeinde Saaremaa (bis 2017: Landgemeinde Lääne-Saare) im Kreis Saare.

## Einwohnerschaft, Lage und Geschichte
Das Dorf hat zwanzig Einwohner (Stand 1. Januar 2016). Seine Fläche beträgt 19,80 km².
Der Ort liegt 15 Kilometer nordwestlich der Inselhauptstadt Kuressaare. Das Dorf wurde erstmals 1798 unter dem Namen Haule auf der Karte des deutschbaltischen Kartographen Ludwig August Mellin verzeichnet.